# Arcangeliella daucina
Arcangeliella daucina är en svampart som först beskrevs av G.W. Beaton, Pegler & T.W.K. Young, och fick sitt nu gällande namn av J.M. Vidal 2005. Arcangeliella daucina ingår i släktet Arcangeliella och familjen kremlor och riskor.   Inga underarter finns listade i Catalogue of Life.